# Brzeziny (powiat łęczyński)
Brzeziny – wieś w Polsce położona w województwie lubelskim, w powiecie łęczyńskim, w gminie Puchaczów. Obok miejscowości przepływa niewielka rzeka Świnka, dopływ Wieprza.
Wieś stanowi sołectwo w gminie Puchaczów. Według Narodowego Spisu Powszechnego z roku 2011 wieś liczyła 320 mieszkańców.

## Historia
Wieś benedyktynów sieciechowskich w powiecie lubelskim województwa lubelskiego w 1786 roku.
Do 1954 roku istniała gmina Brzeziny. W latach 1975–1998 miejscowość należała administracyjnie do województwa lubelskiego.